# Donauuferbahn (Wachau)
| Wachaubahn-Regiosprinter der NÖVOG nahe Weißenkirchen | |                                                               |                                      |
| | |                                                               |                                      |
| Streckennummer (ÖBB): | 172 01 |                                                               |                                      |
| Kursbuchstrecke (ÖBB): | 133 (St. Valentin–St. Nikola-Struden) 811 (Krems a.d. Donau–Emmersdorf a.d. Donau)                           |                                                               |                                      |
| Streckenlänge: | 107,950 km                                                                                                   |                                                               |                                      |
| Spurweite: | 1435 mm (Normalspur)                                                                                         |                                                               |                                      |
| Streckenklasse: | C4 (Krems–Spitz) B2 (Spitz–Grein Bad Kreuzen) C4 (Grein Bad Kreuzen–Mauthausen) D4 (Mauthausen–St. Valentin) |                                                               |                                      |
| Maximale Neigung: | 22 ‰ |                                                               |                                      |
| Minimaler Radius: | 173 m |                                                               |                                      |
| | |                                                               |                                      |
| \| \| \| von Absdorf-Hippersdorf \| \| \| \| 0,000 \| Krems an der Donau \| 199 m ü. A. \| \| \| \| nach Herzogenburg \| \| \| \| 1,580 \| Krems Campus-Kunstmeile \| 207 m ü. A. \| \| \| 1,928 \| Goldberg-Tunnel (569 m) \| Goldberg-Tunnel (569 m) \| \| \| 2,580 \| Steiner Tunnel (206 m) \| Steiner Tunnel (206 m) \| \| \| 3,019 \| Stein-Mautern \| 214 m ü. A. \| \| \| 4,209 \| Rothenhof-Tunnel (77 m) \| Rothenhof-Tunnel (77 m) \| \| \| 5,130 \| Unterloiben \| 216 m ü. A. \| \| \| 6,810 \| Dürnstein-Oberloiben \| 209 m ü. A. \| \| \| 6,971 \| Schlossberg-Tunnel (569 m) \| Schlossberg-Tunnel (569 m) \| \| \| 7,609 \| Dürnsteiner Tunnel (121 m) \| Dürnsteiner Tunnel (121 m) \| \| \| 12,333 \| Weißenkirchen in der Wachau \| 207 m ü. A. \| \| \| 14,475 \| Wösendorf-Joching \| 215 m ü. A. \| \| \| 16,387 \| Sankt Michaeler Tunnel (77 m) \| Sankt Michaeler Tunnel (77 m) \| \| \| 18,056 \| Spitz an der Donau Zugleitbahnhof \| 206 m ü. A. \| \| \| \| Ottenschlager Straße \| \| \| \| 18,903 \| Spitzer Tunnel (100 m) \| Spitzer Tunnel (100 m) \| \| \| 19,2 \| Hinterhaus (2. September 1947 aufgelassen) \| 218 m ü. A. \| \| \| 19,587 \| Teufelsmauer-Tunnel (12 m) \| Teufelsmauer-Tunnel (12 m) \| \| \| 20,954 \| Schwallenbach \| 229 m ü. A. \| \| \| 23,400 \| Willendorf in der Wachau \| 230 m ü. A. \| \| \| 26,088 \| Aggsbach Markt \| 219 m ü. A. \| \| \| 30,993 \| Grimsing \| 215 m ü. A. \| \| \| 34,050 \| Emmersdorf an der Donau \| 234 m ü. A. \| \| \| 35,2 \| Rollfähre Melk (15. Dezember 1974 aufgelassen) \| 232 m ü. A. \| \| \| 37,415 \| Sankt Georgener Tunnel (57 m) \| Sankt Georgener Tunnel (57 m) \| \| \| \| Weitental Straße \| \| \| \| 37,984 \| Weitenegger Tunnel (159 m) \| Weitenegger Tunnel (159 m) \| \| \| 38,288 \| Weitenegg (PV bis 4. Okt. 2009, 2019 für Bauzüge reaktiviert) \| 232 m ü. A. \| \| \| ca. 38,7 \| Beginn abgetragener Abschnitt \| Beginn abgetragener Abschnitt \| \| \| 40,106 \| Lehen-Ebersdorf (12. Dez. 2004 aufgelassen) \| 224 m ü. A. \| \| \| 43,206 \| Klein-Pöchlarner Tunnel (209 m) \| Klein-Pöchlarner Tunnel (209 m) \| \| \| 43,921 \| Klein-Pöchlarn (PV bis 4. Okt. 2009) \| 222 m ü. A. \| \| \| 48,412 \| Marbach-Maria Taferl (PV bis 4. Okt. 2009) \| 230 m ü. A. \| \| \| 48,696 \| Schallmarbacher Tunnel (156 m) \| Schallmarbacher Tunnel (156 m) \| \| \| 48,963 \| Marbacher Tunnel (202 m) \| Marbacher Tunnel (202 m) \| \| \| 49,289 \| Trausinger Tunnel (34 m) \| Trausinger Tunnel (34 m) \| \| \| 52,481 \| Loja \| 238 m ü. A. \| \| \| 54,965 \| Persenbeug (PV bis 4. Okt. 2009) \| 234 m ü. A. \| \| \| 55,671 \| Persenbeuger Tunnel (345 m) \| Persenbeuger Tunnel (345 m) \| \| \| 56,4 \| Persenbeug Staudamm (1. Juni 1958 aufgelassen) \| 233 m ü. A. \| \| \| 59,300 \| Ende abgetragener Abschnitt \| Ende abgetragener Abschnitt \| \| \| 60,171 \| Weins-Isperdorf (PV bis 9. Juni 2007) \| 232 m ü. A. \| \| \| \| Ysper \| \| \| \| \| Niederösterreich / Oberösterreich \| \| \| \| 65,230 \| Hirschenau-Nöchling (12. Dez. 2004 aufgelassen) \| 236 m ü. A. \| \| \| 67,650 \| Kleiner Sarmingsteiner Tunnel (41 m) \| Kleiner Sarmingsteiner Tunnel (41 m) \| \| \| 68,112 \| Sarmingstein (14. Dez. 2019 aufgelassen) \| 238 m ü. A. \| \| \| 68,413 \| Großer Sarmingsteiner Tunnel (143 m) \| Großer Sarmingsteiner Tunnel (143 m) \| \| \| 70,866 \| Sankt Nikola-Struden \| 252 m ü. A. \| \| \| 71,170 \| Dürnbachviadukt \| Dürnbachviadukt \| \| \| 72,910 \| Giessenbachviadukt \| Giessenbachviadukt \| \| \| \| Greiner Straße \| \| \| \| 74,300 \| Greiner Tunnel (30 m) \| Greiner Tunnel (30 m) \| \| \| 75,152 \| Greinerbachviadukt (68 m) \| Greinerbachviadukt (68 m) \| \| \| 75,487 \| Grein Stadt \| 257 m ü. A. \| \| \| 77,056 30,894 \| Grein-Bad Kreuzen Zugleitbahnhof \| 244 m ü. A. \| \| \| \| Donau Straße \| \| \| \| 27,239 27,262 \| Fehlerprofil (−23 m) \| Fehlerprofil (−23 m) \| \| \| 25,945 \| Dornach \| 230 m ü. A. \| \| \| 23,260 \| Saxen \| 238 m ü. A. \| \| \| \| Klambach \| \| \| \| 20,100 \| Baumgartenberg \| 237 m ü. A. \| \| \| 15,943 \| Arbing \| 246 m ü. A. \| \| \| \| Donau Straße \| \| \| \| 12,599 \| Auhof (1. Juni 1995 aufgelassen) \| 244 m ü. A. \| \| \| 10,934 \| Perg Schulzentrum \| 247 m ü. A. \| \| \| 9,817 \| Perg \| 249 m ü. A. \| \| \| 7,481 \| Anschlussbahn VÖR \| Anschlussbahn VÖR \| \| \| \| Donau Straße \| \| \| \| 6,532 \| Aisthofen \| 251 m ü. A. \| \| \| 6,093 \| Anschlussbahn Kamig \| Anschlussbahn Kamig \| \| \| 4,820 \| Schwertberg \| 254 m ü. A. \| \| \| 3,466 \| Anschlussbahn Hödlmayr \| Anschlussbahn Hödlmayr \| \| \| \| Mauthausener Straße \| \| \| \| 0,610 \| Anschlussbahn Waldner \| Anschlussbahn Waldner \| \| \| \| von České Budějovice (vorm. KEB) \| \| \| \| 0,000 \| Mauthausen \| 251 m ü. A. \| \| \| \| nach St. Valentin (vorm. KEB) \| \| \| saisonaler Ausflugsverkehr durch NÖVOG \| \| \| \| \| regelmäßiger Personenverkehr durch ÖBB-PV \| \| \| \| | |                                                               |                                      |
| Strecke | | von Absdorf-Hippersdorf                                       | von Absdorf-Hippersdorf              |
| Bahnhof | 0,000 | Krems an der Donau                                            | 199 m ü. A.                          |
| Abzweig geradeaus und nach links | | nach Herzogenburg                                             | nach Herzogenburg                    |
| Haltepunkt / Haltestelle | 1,580 | Krems Campus-Kunstmeile                                       | 207 m ü. A.                          |
| Tunnel | 1,928 | Goldberg-Tunnel (569 m)                                       | Goldberg-Tunnel (569 m)              |
| Tunnel | 2,580 | Steiner Tunnel (206 m)                                        | Steiner Tunnel (206 m)               |
| Haltepunkt / Haltestelle | 3,019 | Stein-Mautern                                                 | 214 m ü. A.                          |
| Tunnel | 4,209 | Rothenhof-Tunnel (77 m)                                       | Rothenhof-Tunnel (77 m)              |
| Haltepunkt / Haltestelle | 5,130 | Unterloiben                                                   | 216 m ü. A.                          |
| Bahnhof | 6,810 | Dürnstein-Oberloiben                                          | 209 m ü. A.                          |
| Tunnel | 6,971 | Schlossberg-Tunnel (569 m)                                    | Schlossberg-Tunnel (569 m)           |
| Tunnel | 7,609 | Dürnsteiner Tunnel (121 m)                                    | Dürnsteiner Tunnel (121 m)           |
| Bahnhof | 12,333 | Weißenkirchen in der Wachau                                   | 207 m ü. A.                          |
| Bahnhof | 14,475 | Wösendorf-Joching                                             | 215 m ü. A.                          |
| Tunnel | 16,387 | Sankt Michaeler Tunnel (77 m)                                 | Sankt Michaeler Tunnel (77 m)        |
| Bahnhof | 18,056 | Spitz an der Donau Zugleitbahnhof                             | 206 m ü. A.                          |
| Brücke | | Ottenschlager Straße                                          | Ottenschlager Straße                 |
| Tunnel | 18,903 | Spitzer Tunnel (100 m)                                        | Spitzer Tunnel (100 m)               |
| ehemaliger Haltepunkt / Haltestelle | 19,2 | Hinterhaus (2. September 1947 aufgelassen)                    | 218 m ü. A.                          |
| Tunnel | 19,587 | Teufelsmauer-Tunnel (12 m)                                    | Teufelsmauer-Tunnel (12 m)           |
| Bahnhof | 20,954 | Schwallenbach                                                 | 229 m ü. A.                          |
| Bahnhof | 23,400 | Willendorf in der Wachau                                      | 230 m ü. A.                          |
| Bahnhof | 26,088 | Aggsbach Markt                                                | 219 m ü. A.                          |
| Bahnhof | 30,993 | Grimsing                                                      | 215 m ü. A.                          |
| Kopfbahnhof Strecke ab hier außer Betrieb | 34,050 | Emmersdorf an der Donau                                       | 234 m ü. A.                          |
| Haltepunkt / Haltestelle (Strecke außer Betrieb) | 35,2 | Rollfähre Melk (15. Dezember 1974 aufgelassen)                | 232 m ü. A.                          |
| Tunnel (Strecke außer Betrieb) | 37,415 | Sankt Georgener Tunnel (57 m)                                 | Sankt Georgener Tunnel (57 m)        |
| Bahnübergang (Strecke außer Betrieb) | | Weitental Straße                                              | Weitental Straße                     |
| Tunnel (Strecke außer Betrieb) | 37,984 | Weitenegger Tunnel (159 m)                                    | Weitenegger Tunnel (159 m)           |
| Bahnhof (Strecke außer Betrieb) | 38,288 | Weitenegg (PV bis 4. Okt. 2009, 2019 für Bauzüge reaktiviert) | 232 m ü. A.                          |
| Kilometer-Wechsel (Strecke außer Betrieb) | ca. 38,7 | Beginn abgetragener Abschnitt                                 | Beginn abgetragener Abschnitt        |
| Haltepunkt / Haltestelle (Strecke außer Betrieb) | 40,106 | Lehen-Ebersdorf (12. Dez. 2004 aufgelassen)                   | 224 m ü. A.                          |
| Tunnel (Strecke außer Betrieb) | 43,206 | Klein-Pöchlarner Tunnel (209 m)                               | Klein-Pöchlarner Tunnel (209 m)      |
| Bahnhof (Strecke außer Betrieb) | 43,921 | Klein-Pöchlarn (PV bis 4. Okt. 2009)                          | 222 m ü. A.                          |
| Bahnhof (Strecke außer Betrieb) | 48,412 | Marbach-Maria Taferl (PV bis 4. Okt. 2009)                    | 230 m ü. A.                          |
| Tunnel (Strecke außer Betrieb) | 48,696 | Schallmarbacher Tunnel (156 m)                                | Schallmarbacher Tunnel (156 m)       |
| Tunnel (Strecke außer Betrieb) | 48,963 | Marbacher Tunnel (202 m)                                      | Marbacher Tunnel (202 m)             |
| Tunnel (Strecke außer Betrieb) | 49,289 | Trausinger Tunnel (34 m)                                      | Trausinger Tunnel (34 m)             |
| Dienststation / Betriebs- oder Güterbahnhof (Strecke außer Betrieb) | 52,481 | Loja                                                          | 238 m ü. A.                          |
| Bahnhof (Strecke außer Betrieb) | 54,965 | Persenbeug (PV bis 4. Okt. 2009)                              | 234 m ü. A.                          |
| Tunnel (Strecke außer Betrieb) | 55,671 | Persenbeuger Tunnel (345 m)                                   | Persenbeuger Tunnel (345 m)          |
| Haltepunkt / Haltestelle (Strecke außer Betrieb) | 56,4 | Persenbeug Staudamm (1. Juni 1958 aufgelassen)                | 233 m ü. A.                          |
| | 59,300 | Ende abgetragener Abschnitt                                   | Ende abgetragener Abschnitt          |
| Dienststation / Betriebs- oder Güterbahnhof | 60,171 | Weins-Isperdorf (PV bis 9. Juni 2007)                         | 232 m ü. A.                          |
| Brücke über Wasserlauf | | Ysper                                                         | Ysper                                |
| Grenze | | Niederösterreich / Oberösterreich                             | Niederösterreich / Oberösterreich    |
| ehemaliger Haltepunkt / Haltestelle | 65,230 | Hirschenau-Nöchling (12. Dez. 2004 aufgelassen)               | 236 m ü. A.                          |
| Tunnel | 67,650 | Kleiner Sarmingsteiner Tunnel (41 m)                          | Kleiner Sarmingsteiner Tunnel (41 m) |
| ehemaliger Haltepunkt / Haltestelle | 68,112 | Sarmingstein (14. Dez. 2019 aufgelassen)                      | 238 m ü. A.                          |
| Tunnel | 68,413 | Großer Sarmingsteiner Tunnel (143 m)                          | Großer Sarmingsteiner Tunnel (143 m) |
| Bahnhof | 70,866 | Sankt Nikola-Struden                                          | 252 m ü. A.                          |
| Brücke über Wasserlauf | 71,170 | Dürnbachviadukt                                               | Dürnbachviadukt                      |
| Brücke über Wasserlauf | 72,910 | Giessenbachviadukt                                            | Giessenbachviadukt                   |
| Brücke | | Greiner Straße                                                | Greiner Straße                       |
| Tunnel | 74,300 | Greiner Tunnel (30 m)                                         | Greiner Tunnel (30 m)                |
| Brücke über Wasserlauf | 75,152 | Greinerbachviadukt (68 m)                                     | Greinerbachviadukt (68 m)            |
| Haltepunkt / Haltestelle | 75,487 | Grein Stadt                                                   | 257 m ü. A.                          |
| Bahnhof | 77,056 30,894                                                                                                | Grein-Bad Kreuzen Zugleitbahnhof                              | 244 m ü. A.                          |
| Strecke mit Straßenbrücke | | Donau Straße                                                  | Donau Straße                         |
| Kilometer-Wechsel | 27,239 27,262                                                                                                | Fehlerprofil (−23 m)                                          | Fehlerprofil (−23 m)                 |
| Haltepunkt / Haltestelle | 25,945 | Dornach                                                       | 230 m ü. A.                          |
| Bahnhof | 23,260 | Saxen                                                         | 238 m ü. A.                          |
| Brücke über Wasserlauf | | Klambach                                                      | Klambach                             |
| Bahnhof | 20,100 | Baumgartenberg                                                | 237 m ü. A.                          |
| Bahnhof | 15,943 | Arbing                                                        | 246 m ü. A.                          |
| Strecke mit Straßenbrücke | | Donau Straße                                                  | Donau Straße                         |
| ehemaliger Haltepunkt / Haltestelle | 12,599 | Auhof (1. Juni 1995 aufgelassen)                              | 244 m ü. A.                          |
| Haltepunkt / Haltestelle | 10,934 | Perg Schulzentrum                                             | 247 m ü. A.                          |
| Bahnhof | 9,817 | Perg                                                          | 249 m ü. A.                          |
| Abzweig geradeaus und nach links | 7,481 | Anschlussbahn VÖR                                             | Anschlussbahn VÖR                    |
| Bahnübergang | | Donau Straße                                                  | Donau Straße                         |
| Haltepunkt / Haltestelle | 6,532 | Aisthofen                                                     | 251 m ü. A.                          |
| Abzweig geradeaus und von links | 6,093 | Anschlussbahn Kamig                                           | Anschlussbahn Kamig                  |
| Bahnhof | 4,820 | Schwertberg                                                   | 254 m ü. A.                          |
| Abzweig geradeaus und von links | 3,466 | Anschlussbahn Hödlmayr                                        | Anschlussbahn Hödlmayr               |
| Bahnübergang | | Mauthausener Straße                                           | Mauthausener Straße                  |
| Abzweig geradeaus und von links | 0,610 | Anschlussbahn Waldner                                         | Anschlussbahn Waldner                |
| Abzweig geradeaus und ehemals von rechts | | von České Budějovice (vorm. KEB)                              | von České Budějovice (vorm. KEB)     |
| Bahnhof | 0,000 | Mauthausen                                                    | 251 m ü. A.                          |
| Strecke | | nach St. Valentin (vorm. KEB)                                 | nach St. Valentin (vorm. KEB)        |
| saisonaler Ausflugsverkehr durch NÖVOG | |                                                               |                                      |
| regelmäßiger Personenverkehr durch ÖBB-PV | |                                                               |                                      |

Die Donauuferbahn ist eine Eisenbahnstrecke in Österreich und verläuft von Sankt Valentin nach Krems, großteils entlang der Donau. Der östliche Teil der Strecke wurde von 1909 bis 2009 betrieben und ist teilweise abgebaut, der westliche Teil wurde 1898 eröffnet und ist bis heute in Betrieb.
Der Streckenabschnitt zwischen Krems und Emmersdorf an der Donau führt durch die Wachau, weshalb die Donauuferbahn in diesem Bereich auch Wachaubahn beziehungsweise Wachauer Bahn genannt wird und als Kulturdenkmal zur Welterberegion Wachau gehört.

## Geschichte

### Planung und Bau
Eine von Wien westwärts führende Bahnstrecke sollte ursprünglich weitgehend entlang der Donau trassiert, ab Stockerau am linken Donauufer über Krems, Spitz, Perg nach Linz geführt werden, die diesbezüglichen Pläne wurden jedoch verworfen. Realisiert wurde letztendlich eine Linienführung durch den Wienerwald, in Gestalt der 1858 eröffneten Kaiserin Elisabeth-Bahn (heute Westbahn). Die Teilstrecke von Sankt Valentin bis Mauthausen der Donauuferbahn war von 1872 bis 1956 Teil der von Sankt Valentin nach Gaisberg-Wartberg und weiter nach Freistadt und Budweis führenden Summerauer Bahn, die in den ersten Jahren nach ihrer Errichtung zum Streckennetz der Kaiserin Elisabeth-Bahn gehörte.
Am 3. April 1897 wurde die Konzession für die Lokalbahn Mauthausen–Grein erteilt, am 4. Juli 1898 wurde sie eröffnet. Der Ausbau der Bahnstrecke bis Krems erfolgte in den nachfolgenden Jahren. Der Beschluss, die Bahnstrecke Krems–Grein durch den Staat zu errichten, wurde am 18. Juli 1905 im Reichsgesetzblatt veröffentlicht, die Konzessionserteilung erfolgte am 14. Dezember 1905. Die Strecke wurde 1909 dem öffentlichen Verkehr übergeben. Über die bereits 1872 errichtete Verbindung nach Absdorf-Hippersdorf zur Kaiser-Franz-Josefs-Bahn hatte die Donauuferbahn eine Verbindung nach Wien zum Franz-Josefs-Bahnhof. Während der Bauarbeiten wurde am 7. August 1908 bei Willendorf eine in Folge als Venus von Willendorf bekannt gewordene steinzeitliche Figur gefunden.
1930 wurden die Lokalbahnen Mauthausen–Grein und Krems–Grein verstaatlicht und 1939 der Deutschen Reichsbahn eingegliedert. Nach dem Zweiten Weltkrieg wurden die dem Staat Österreich gehörenden Österreichischen Bundesbahnen Eigentümer der Bahnstrecke.

### Jubiläum 2009
Nachdem das Jubiläum „100 Jahre Wachaubahn“ bei ÖBB, Gemeinden und sonstigen offiziellen Organisationen kein Interesse hervorrief, organisierte eine private Initiative ein Jubiläumsangebot, das die ganze Strecke von Grein bis Krems in ein ganzjähriges Programm einbezog. Es sollten nicht nur die Besucher an den jeweiligen Veranstaltungsorten angesprochen werden, sondern auch die Bewohner entlang der Strecke mit der Geschichte der Bahn wieder vertraut gemacht werden. Dazu erschienen Beiträge in einer regionalen Gratiszeitung. Weitere Beiträge in Fachzeitschriften sowie überregionalen und lokalen Medien, auch dem ORF, sorgten während des ganzen Jahres für Themenpräsenz.
Für die am 17. April 2009 eröffnete Hauptausstellung konnte Spitz mit seinem Schifffahrtsmuseum gewonnen werden. Die nächste Sonderausstellung wurde im Mai im Greiner Stadtmuseum eröffnet; im Juni folgte Weissenkirchen mit der Ausstellung Landschaft um 1900 in der Wachau. In einem Waggon wurden in Stein-Förthof unter Beteiligung der Niederösterreichischen Militärhistorischen Gesellschaft weitere Themen präsentiert, insbesondere der militärische Aspekt und der aktuelle Felssturz bei Dürnstein. Weitere Ausstellungen gab es in Klein-Pöchlarn und in Persenbeug. Events wie der „Tag des Denkmals“, ein Fachvortrag in der HTL Krems und ein Seminar an der Donauuniversität Krems zum Thema Revitalisierung aufgelassener bzw. aufzulassende Bahnstrecken mit ihren Bauobjekten im In- und Ausland begleiteten die Ausstellungen.
Den Abschluss des Jubiläumsjahres bildete am 4. Dezember 2009 ein Festsymposium am kleinsten und jüngsten Bahnhof an der 77 km langen Strecke. Genau 100 Jahre nach der Fahrt des 1. fahrplanmäßigen Zuges fand an der Donauuniversität Krems das Festsymposium „100 Jahre Wachaubahn“ statt. Als Redner waren neben Vertretern der Landespolitik und Experten aus den Bereichen Verkehrs- und Raumplanung auch ausgewiesene Kenner der Wachau und ihrer Besonderheiten geladen.

### Stilllegung des östlichen Abschnitts
Während einzelne Teilabschnitte wenig bis gar nicht mehr befahren wurden, konnten die Fahrgastzahlen von Grein nach Westen sowie im Nahbereich von Krems Anfang des 21. Jahrhunderts gesteigert werden. Mit der Schleife Ennsdorf wurde 2005 eine Direktverbindung der Donauuferbahn von Mauthausen nach Enns geschaffen. Damit wurde die Fahrzeit nach Linz verkürzt und das Umsteigen in Sankt Valentin überflüssig gemacht.
Bis 2009 wurde die Donauuferbahn im Sommer von den beiden touristischen Erlebniszügen „Wachau“ und „Strudengau“ befahren, die als die letzten verbliebenen Züge auf der gesamten Strecke und als einzige Personenzüge auf der Strecke zwischen Emmersdorf an der Donau und Sarmingstein unterwegs waren. Im Jänner 2010 beschloss das Land Niederösterreich, den niederösterreichischen Abschnitt der Donauuferbahn zusammen mit einigen anderen (zum Teil bereits eingestellten) Bahnstrecken von den ÖBB zu übernehmen. Eine Fortführung des Schienenverkehrs war jedoch nicht beabsichtigt. Der Planverkehr wurde zum Fahrplanwechsel am 12. Dezember 2010 auf der Gesamtstrecke eingestellt und durch Busse ersetzt und für den Tourismus- und Nostalgieverkehr bleibt ein 34 km langes Teilstück der Donauuferbahn zwischen Krems und Emmersdorf erhalten.
Im September 2010 entfaltete sich um ein an das Land Niederösterreich gerichtetes Kaufangebot eine parteipolitische Kontroverse, die unter anderem den Erhalt bzw. die Modernisierung der Bahn auf nieder- wie auch oberösterreichischem Gebiet zum Inhalt hat. Trotzdem wurde der Personenverkehr (PV) zwischen St. Nikola-Struden und Sarmingstein mit dem Fahrplanwechsel am 15. Dezember 2019 eingestellt. Der Abschnitt Emmersdorf–Weitenegg wurde im Jahre 2019 für allfällige Bauzugfahrten reaktiviert. Am 25. Juli 2021 kollidierte ein Zug vor Emmersdorf mit Geröll von einem Felssturz auf dem Gleis. Dies hatte zur Folge, dass die Strecke für mehrere Tage unterbrochen war.
Nach der alljährigen Einstellung des Personenverkehrs im Ostabschnitt zu Winterbeginn am 2. Dezember 2023 wurde der Bahnhof in Spitz/Donau modernisiert und barrierefrei ausgestattet. Seit Wiederaufnahme des Betriebs im März 2024 ist der neue Bahnhof auch fertiggestellt.
Ende Dezember 2021 wurde eine Petition zum Wiederaufbau der Donauuferbahn gestartet. Die Politik spricht sich gegen die Bahn aus, will jedoch den Busverkehr verstärken.

## Bauwerke der Donauuferbahn

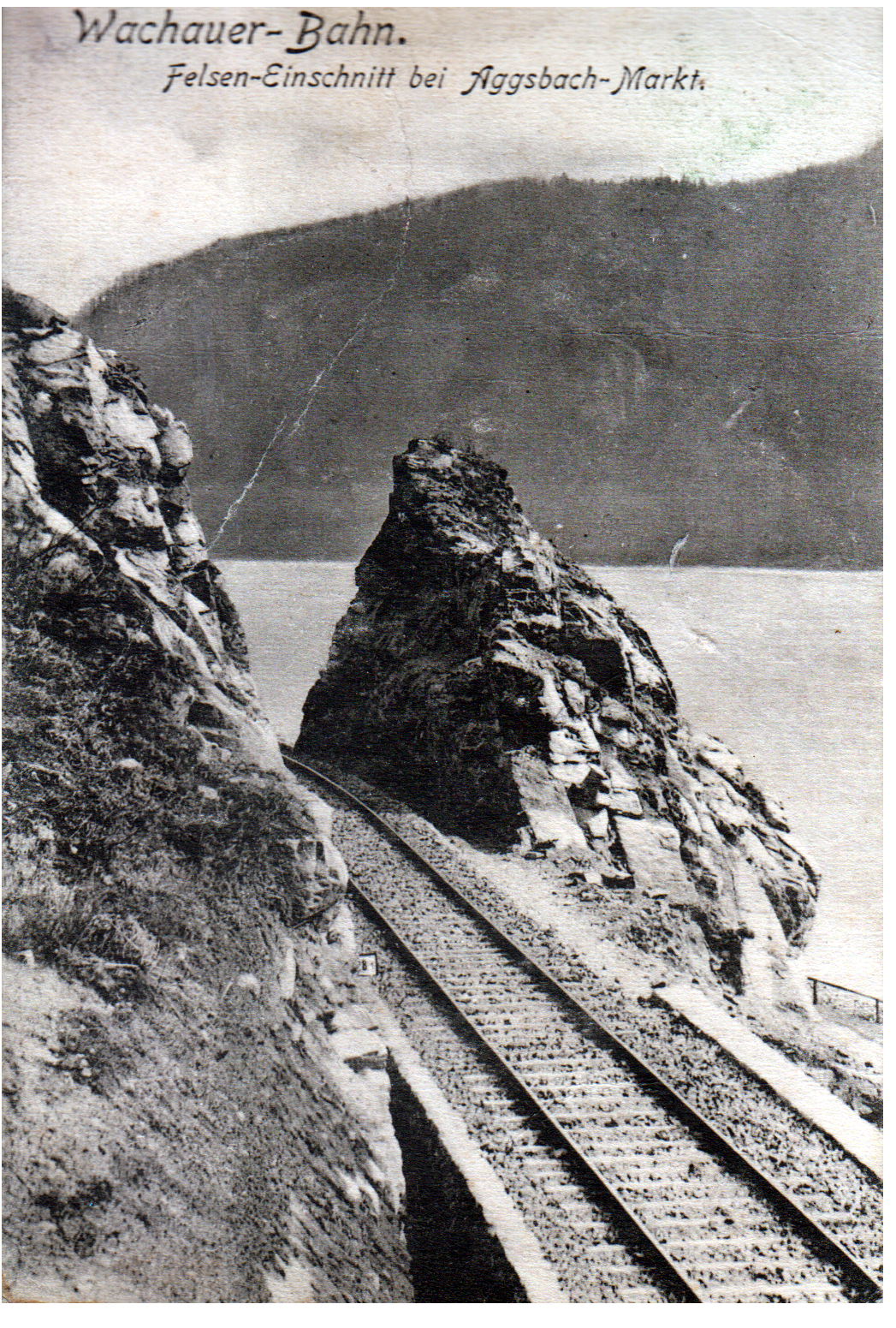
Felseinschnitt bei Aggsbach-Markt (Postkarte 1910)

Die Trassierung erfolgte über den Hochwassermarken von 1889. Durchwegs höher als die parallel verlaufende Straße gelegen, wies die Bahn dieser gegenüber daher auch eine erhöhte Hochwassersicherheit auf. Es entstanden bemerkenswerte Kunstbauten, wobei im Zuge ihrer Errichtung mehr als 1,6 Millionen Kubikmeter Gestein, großteils durch Sprengungen, bewegt werden mussten. Es wurden 18 Tunnels und 14 große Brücken über Seitentäler der Donauzuflüsse gebaut. Die zahlreichen Steinbauten wurden durch Eisenkonstruktionen ergänzt.
In der Nähe von Spitz wurde der nur 12,43 Meter lange Teufelsmauertunnel errichtet, der kürzeste Eisenbahntunnel der ÖBB.
Erstmals in der Geschichte des Bahnbaus waren Denkmalschutz und Landschaftspflege neben den materiellen Interessen gleichgewichtete Faktoren. Wo immer es ging, wurde auf den Erhalt der historischen Ortskerne Wert gelegt. Der Architekt und Maler Rudolf Pichler nahm im Auftrag von Erzherzog Franz Ferdinand an allen Bauverhandlungen teil. Zum Schutz der Umwelt erfolgte eine Bestandsaufnahme der Zustände vor und nach dem Bahnbau. Umweltschonende Maßnahmen bei der Trassenführung wurden lobend illustriert, unabwendbare Zerstörungen stimmungsvoller Winkel und malerischer Höfe beklagt und mit Lichtbildern belegt. Auch die Bahnhofsgebäude, in ihren Grundrissen den Vorgaben des Eisenbahnministerium folgend, wurden architektonisch dem Ortsbild angepasst. Hierfür zeichnete der Architekt Julius Mayreder verantwortlich.
Bereits 1906 wurde das Projekt bei der internationalen Verkehrsausstellung in Mailand neben der Mariazellerbahn als Pionierleistung der österreichischen Ingenieurskunst gezeigt.
1998 wurde die Bahnstrecke zwischen Emmersdorf und Krems als Kulturdenkmal unter Schutz gestellt. Sie ist auch Bestandteil der Kulturlandschaft Wachau, die im Jahr 2000 in die Liste des UNESCO-Weltkultur- und -naturerbes aufgenommen wurde.

### Bahnhöfe und Haltestellen
- Bahnhof Krems an der Donau
- Bahnhof Persenbeug: Der seit der Eröffnung der Bahn 1909 bestehende Bahnhof wurde im Jahr 2000 geschlossen und diente bis zur endgültigen Einstellung der Donauuferbahn zwischen Sarmingstein und Spitz am 4. Oktober 2009 nur noch als Haltestelle. Den Bahnhof frequentierten in früheren Jahren bis zu zehn Personenzüge und bis zu vier Güterzüge pro Tag. Persenbeug war weiters Standort der Streckenleitung Krems, zu der Bahnmeister, Gleismeister, Kanzleibeamte, Streckengeher und Beamte der Bahnmeisterei (Oberbau) gehörten. Beim Bahnhof Persenbeug waren sechzig Bahnbeamte und zwei nicht pragmatisierte Personen beschäftigt. Bereits vor der Schließung des Bahnhofes wurde die Oberbauerhaltung zu einem anderen Bahnhof verlagert und das Gütermagazin geschlossen.[21]
- Campus Krems – Kunstmeile Krems ist die Bezeichnung für die erst 2002 eröffnete jüngste Haltestelle der Donauuferbahn.[22]

### Brücken
- Ysperdorf, mit 32 Metern die längste Brücke der Donauuferbahn, die als Eisenkonstruktion errichtet wurde.

### Viadukte
- Emmersdorf (Viadukt mit acht Bögen über dem Taleinschnitt von Emmersdorf, Wahrzeichen des Ortes)
- Granz (Viadukt mit sechs Bögen; wurde bis auf die Straßendurchfahrt geschlossen)
- Grein (Viadukt mit sieben Bögen über den Gießenbach am Eingang der Stillensteinklamm, höchste Überführung zwischen Sankt Valentin und Wien)
- Grein (Viadukt mit fünf Bögen über den Kreuznerbach und die Landesstraße L573)

Im Herbst 2012 wurden sechs der zu Beginn des 20. Jahrhunderts errichteten Viadukte der Donauuferbahn zwischen Grein und St. Nikola an der Donau unter Denkmalschutz gestellt. Sie stellen seltene Zeugnisse der Konstruktions- und Gestaltungsweise von Brückenbauten dar und haben für die beiden Orte besondere geschichtliche und kulturelle Bedeutung.

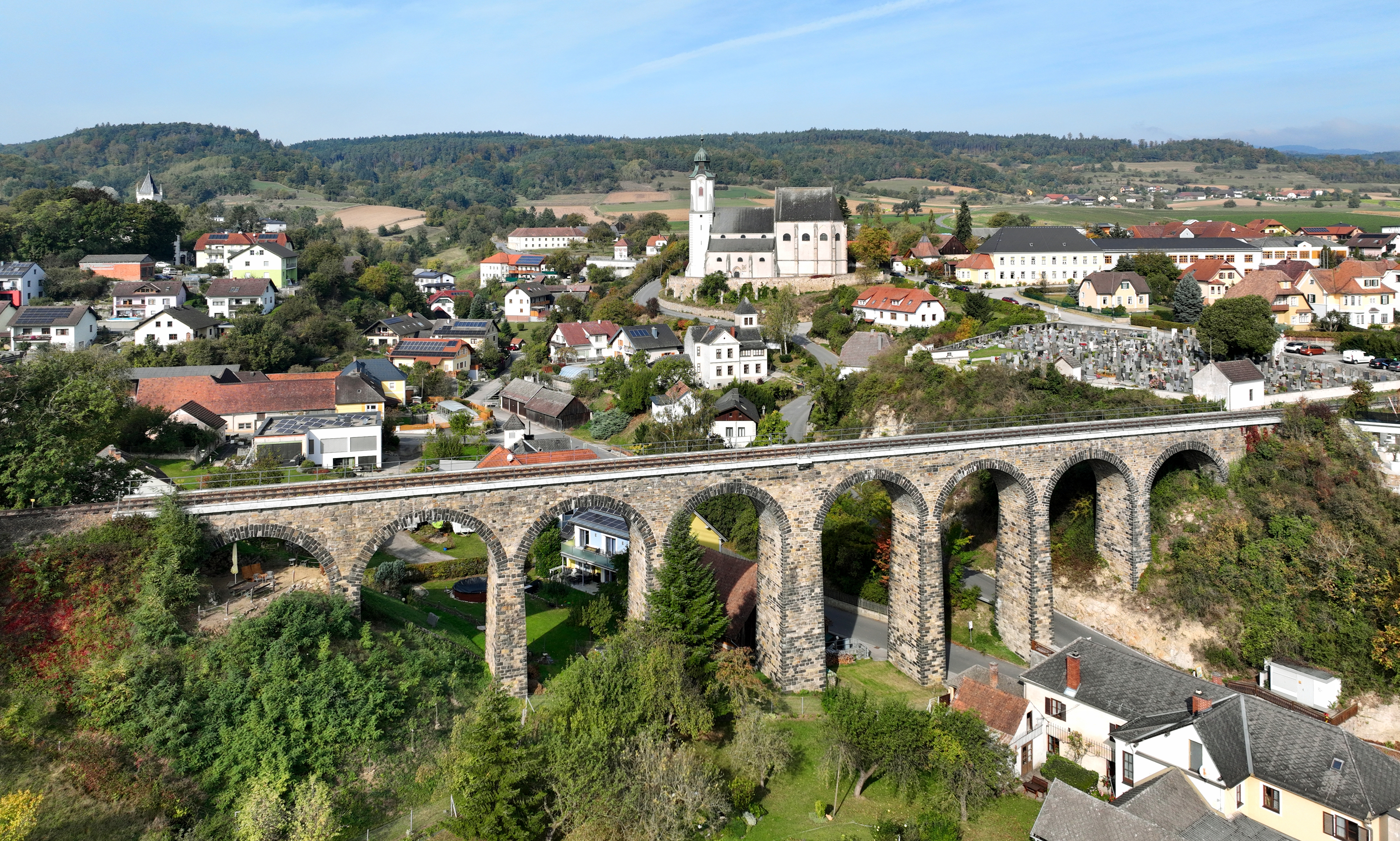
Über 100 m langes Viadukt der Wachaubahn in Emmersdorf
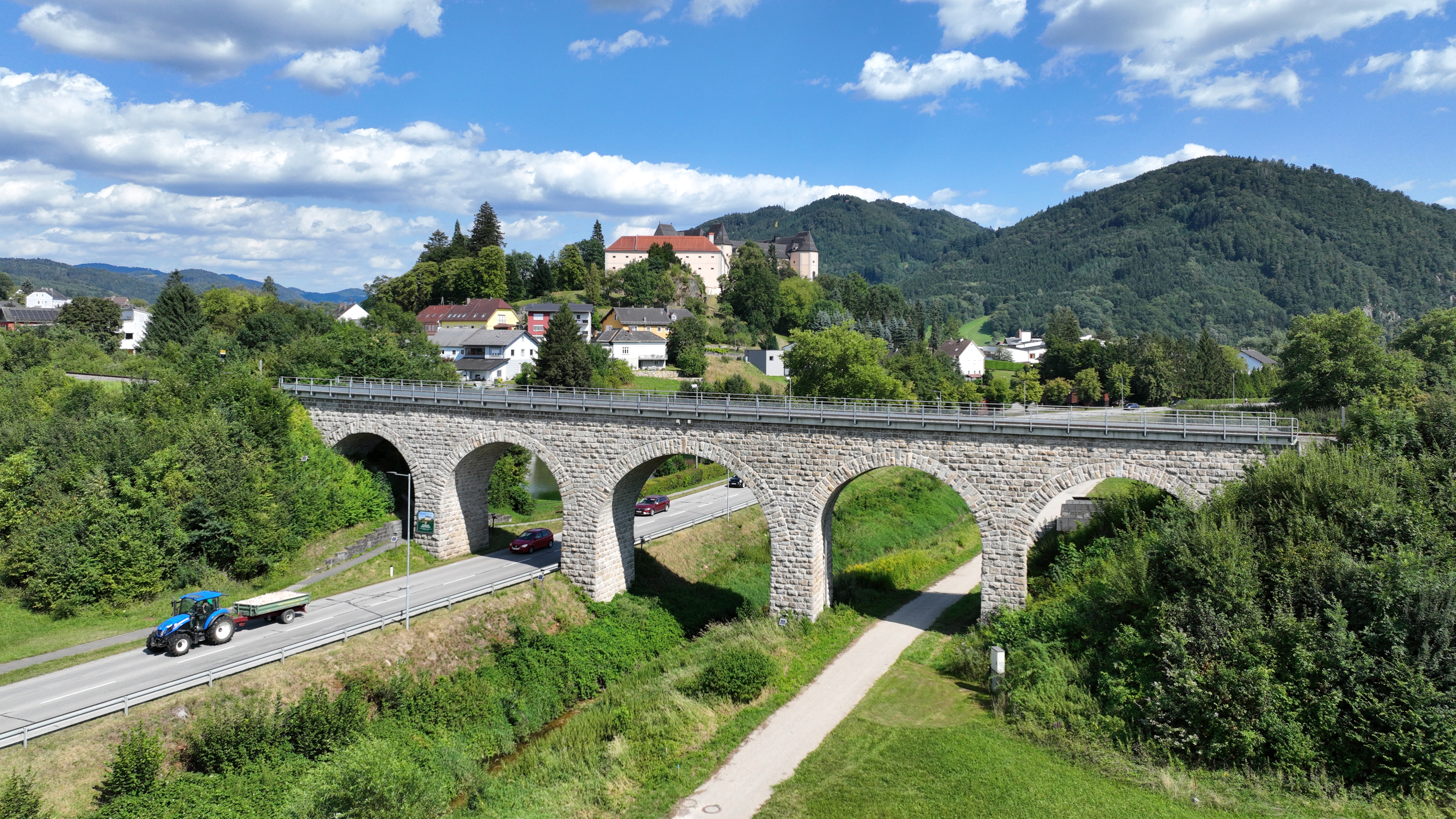
Kreuznerbach-Viadukt in Grein
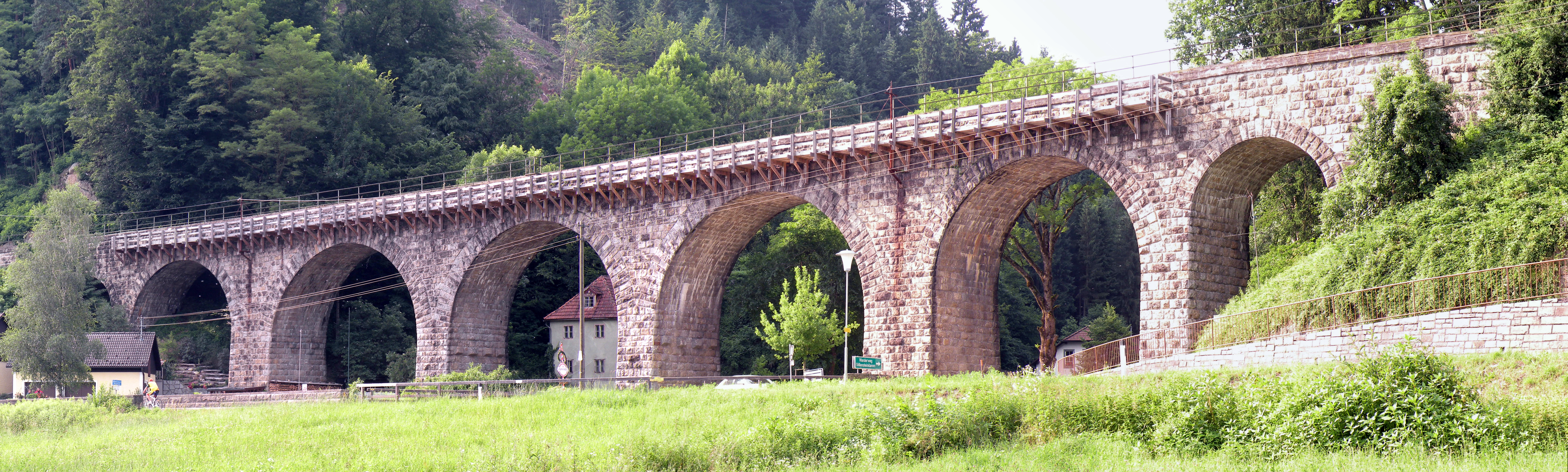
Siebenbögiges Viadukt über den Gießenbach bei Grein, seit 2012 denkmalgeschützt

### Tunnel
Im Verlauf der Donauuferbahn wurden zwischen Mauthausen und Krems 18 Tunnel mit einer Gesamtlänge von 3106,19 Metern errichtet:
- Greiner Tunnel, 30 Meter

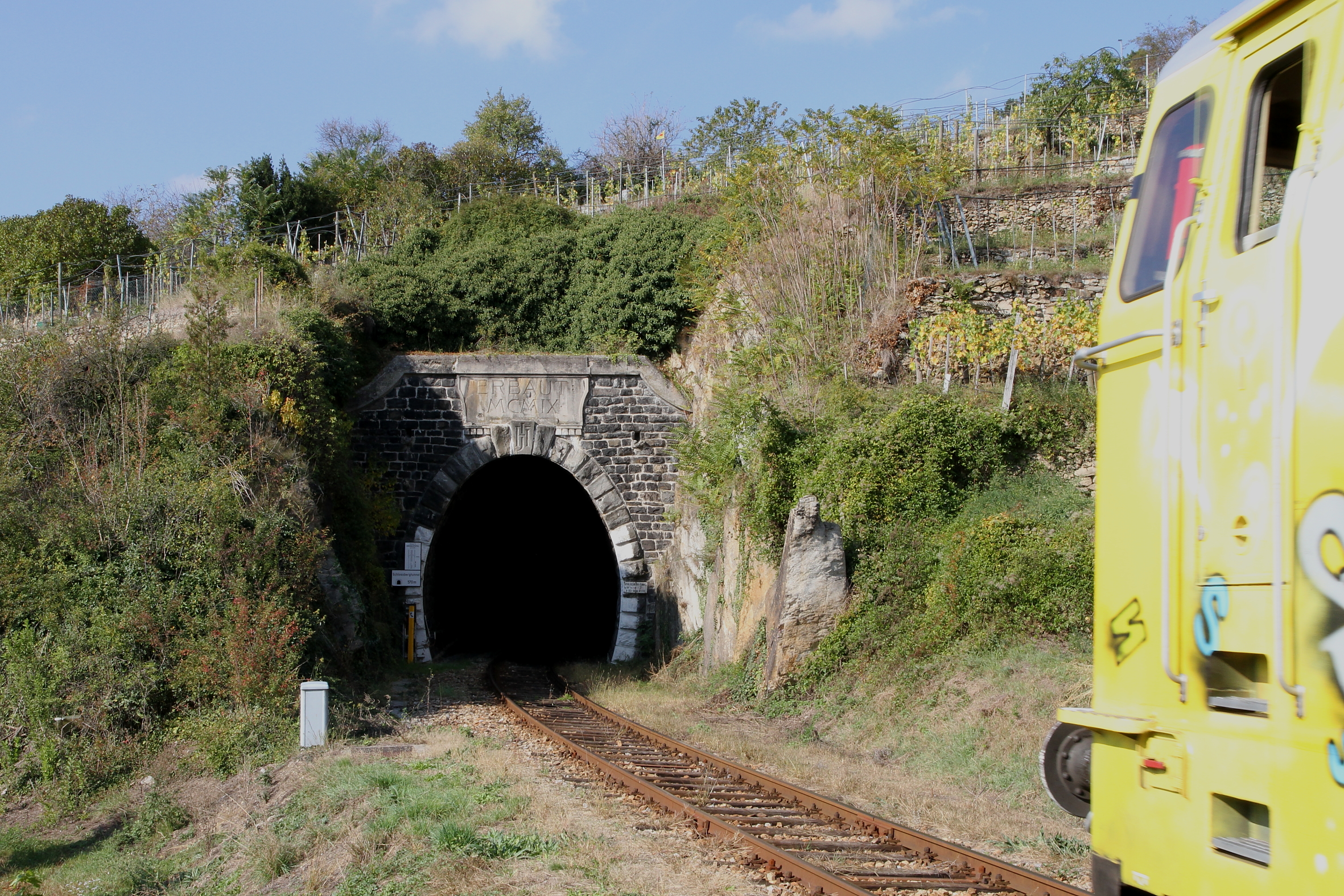
Ostportal des Schlossberg-Tunnels mit Gedenktafel.

- Großer Sarmingstein Tunnel, 142,80 Meter
- Kleiner Sarmingstein Tunnel, 40,75 Meter
- Persenbeuger Tunnel, 344,73 Meter (zwischenzeitlich verschüttet)[25]
- Trausinger Tunnel, 34,30 Meter
- Marbacher Tunnel, 201,80 Meter
- Schallmarbacher Tunnel, 156 Meter
- Klein Pöchlarner Tunnel, 209 Meter
- Weitenegger Tunnel, 159,30 Meter
- St. Georgenener Tunnel, 56,55 Meter
- Teufelsmauer Tunnel, 12,43 Meter
- Spitzer Tunnel, 99,63 Meter
- St. Michaeler Tunnel, 77,31 Meter
- Dürnsteiner Tunnel, 120,70 Meter
- Schlossberg Tunnel, 568,89 Meter
- Rothenhof Tunnel, 76,70 Meter
- Steiner Tunnel, 206,30 Meter
- Goldbergtunnel, 569 Meter

## Streckenabschnitte

### Enns bis Mauthausen

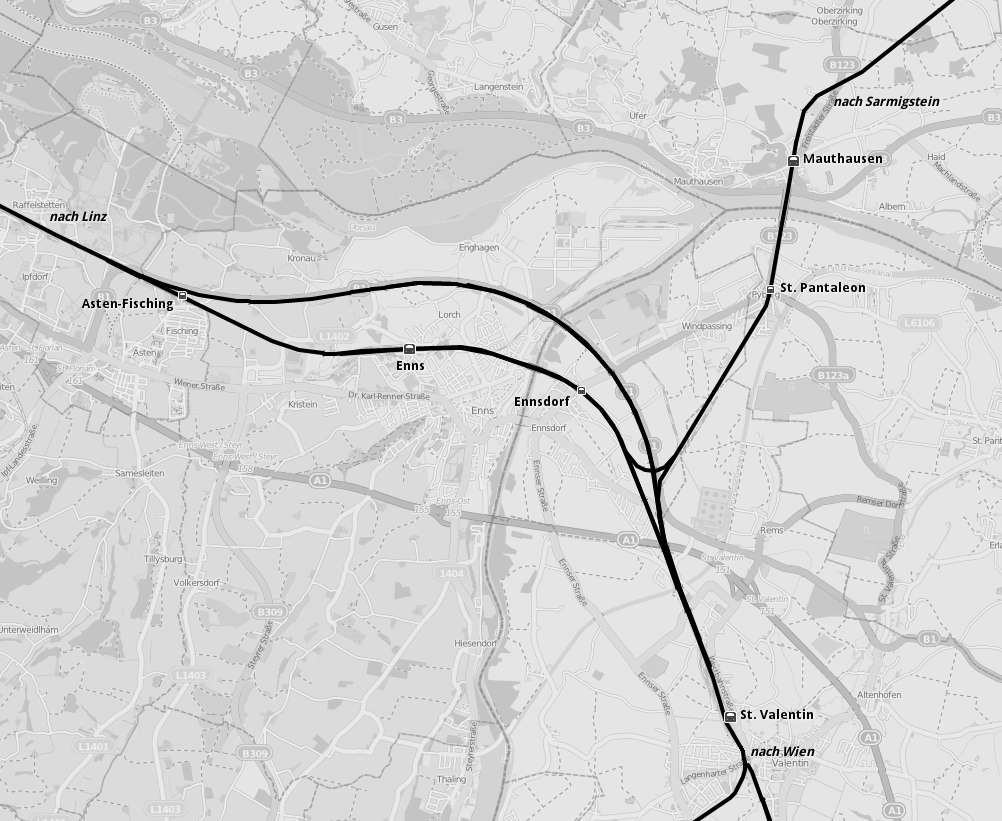
Schleife Ennsdorf

Seit 12. Dezember 2005 besteht in Form der Schleife Ennsdorf eine Verbindung von Mauthausen nach Ennsdorf beziehungsweise Enns eine weitere Verbindung der Donauuferbahn mit der Westbahn. Dadurch konnte die Fahrzeit von den Bahnhöfen im Bezirk Perg deutlich verkürzt werden. Ergänzend dazu wurden im Bezirk Perg Park & Ride-Anlagen errichtet.
Die Maßnahmen gehören zum Regionalverkehrskonzept Perg. Unter anderem wurden für die Donauuferbahn im Bezirk Perg und die Verbindung bis Linz zusätzliche Zuggarnituren angeschafft und ein Stundentakt eingerichtet, der zu den Hauptverkehrszeiten auf einen Halbstundentakt verstärkt wird. Die ursprünglich zwischen Sarmingstein und Linz eingerichteten Zugverbindungen bestehen seit 2009 nur mehr bis St. Nikola-Struden.

### Mauthausen bis Grein (Machlandbahn)

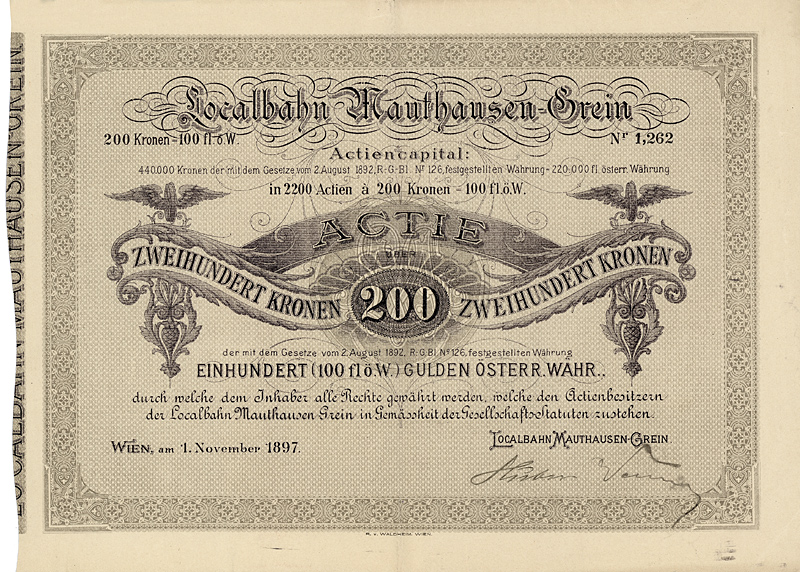
Aktie über 200 Kronen der Localbahn Mauthausen-Grein vom 1. November 1897

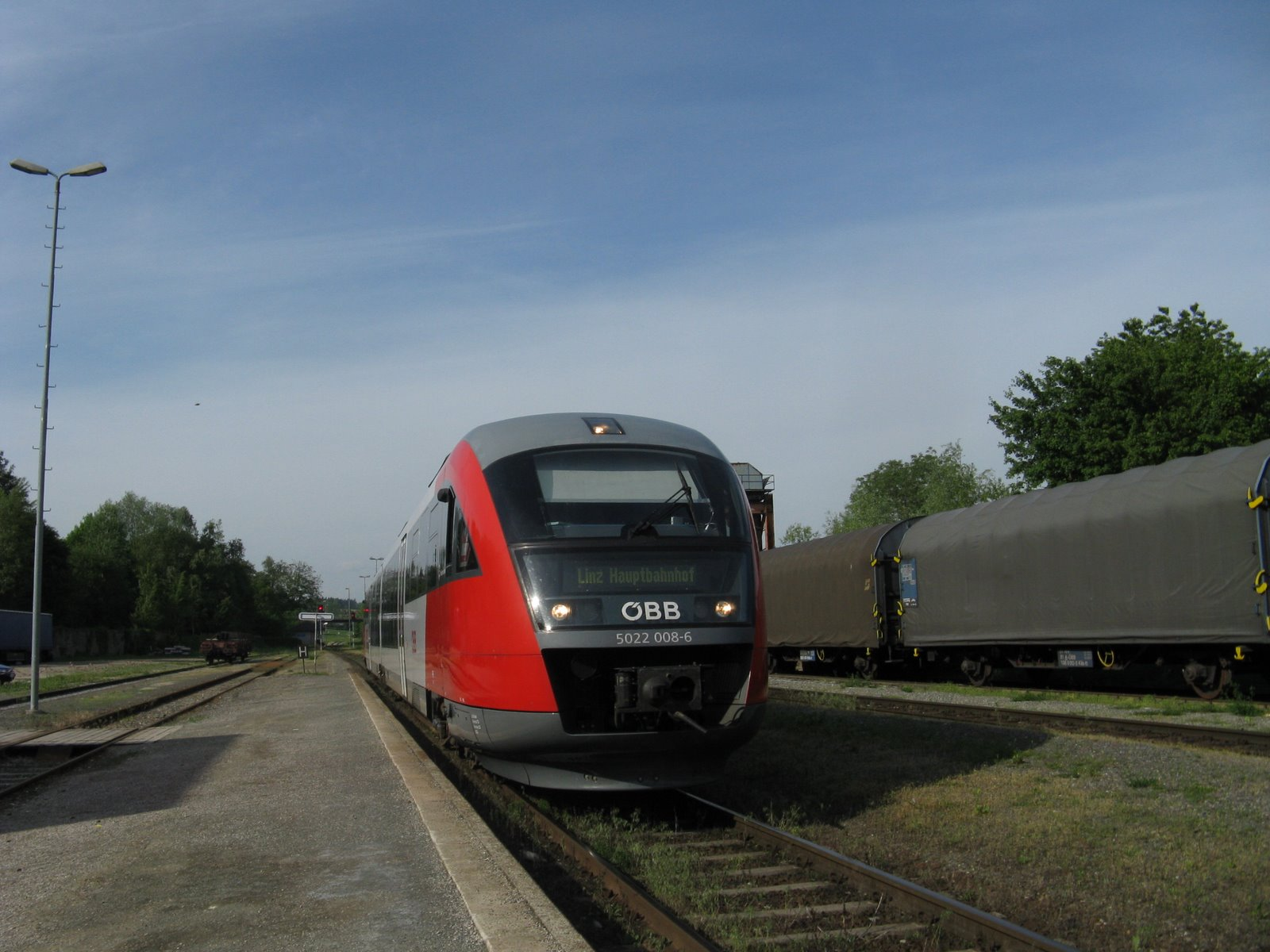
Desiro in Mauthausen

Die Planungen für die Machlandbahn von Mauthausen nach Grein begannen bereits 1888, Ende Jänner 1889 wurde für die projektierte Strecke die vollzogene Trassenrevision gemeldet
Mit 3. April 1897 wurde Karl Berger (Realitätenbesitzer, Schwertberg), Leopold Heindl (Bürgermeister und Landtagsabgeordneter, Mauthausen) sowie Alfred Heinzel (Notar, Perg) die Konzessionsurkunde ausgestellt. Der Bau wurde im Mai 1897 begonnen, die Eröffnung erfolgte am 3. Juli 1898. Die Strecke sollte ursprünglich für eine Fahrgeschwindigkeit von maximal 25 Kilometer pro Stunde ausgerüstet werden. Mit dem Bahnbau wurde zunächst in Perg begonnen, wobei als Erstes das Stationsgebäude errichtet wurde. Beim Bahnbau waren ungefähr 600 Arbeiter, durchwegs Italiener, beschäftigt.
Die normalspurige, 30,9 Kilometer lange Lokalbahn hatte ursprünglich Stationen in Schwertberg, Perg, Arbing, Saxen und Grein sowie Haltestellen in Aisthofen, Auhof und Dornach und wies eine Neigung von höchstens zehn Promille auf. Ab 4. Juli 1898 verkehrten täglich drei Züge zwischen Mauthausen und Grein. Bis 1909 war die Bahn der Staatsbahndirektion Linz unterstellt.
Die Donauuferbahn erfreut sich in diesem Streckenabschnitt steigender Fahrgastzahlen. Der Einsatz moderner Zuggarnituren, die Errichtung der Schleife Ennsdorf, die Modernisierung der Bahnhöfe und Haltestellen sowie die Erhöhung der Anzahl der Zugverbindungen in den Zentralraum haben zu einer höheren Attraktivität beigetragen.
Mit Hilfe des Landes Oberösterreich wurden im oberösterreichischen Teil zwischen Mauthausen und Sarmingstein sukzessive Gleise und Weichen erneuert, die Bahnhöfe barrierefrei gemacht sowie Sicherheitsmaßnahmen verbessert. Das Investitionsvolumen beträgt € 23 Mio., 2010 wurden die Bahnhöfe Arbing, St. Nikola an der Donau und Grein-Stadt modernisiert, 2011 folgten die Bahnhöfe Grein-Bad Kreuzen und Saxen und 2012 Mauthausen und Perg. Die Arbeiten werden mit einer Park & Ride-Anlage für 40 PKW und 50 Fahrrad- und Mofa-Abstellplätze in Perg 2013 abgeschlossen.

### Grein bis Krems

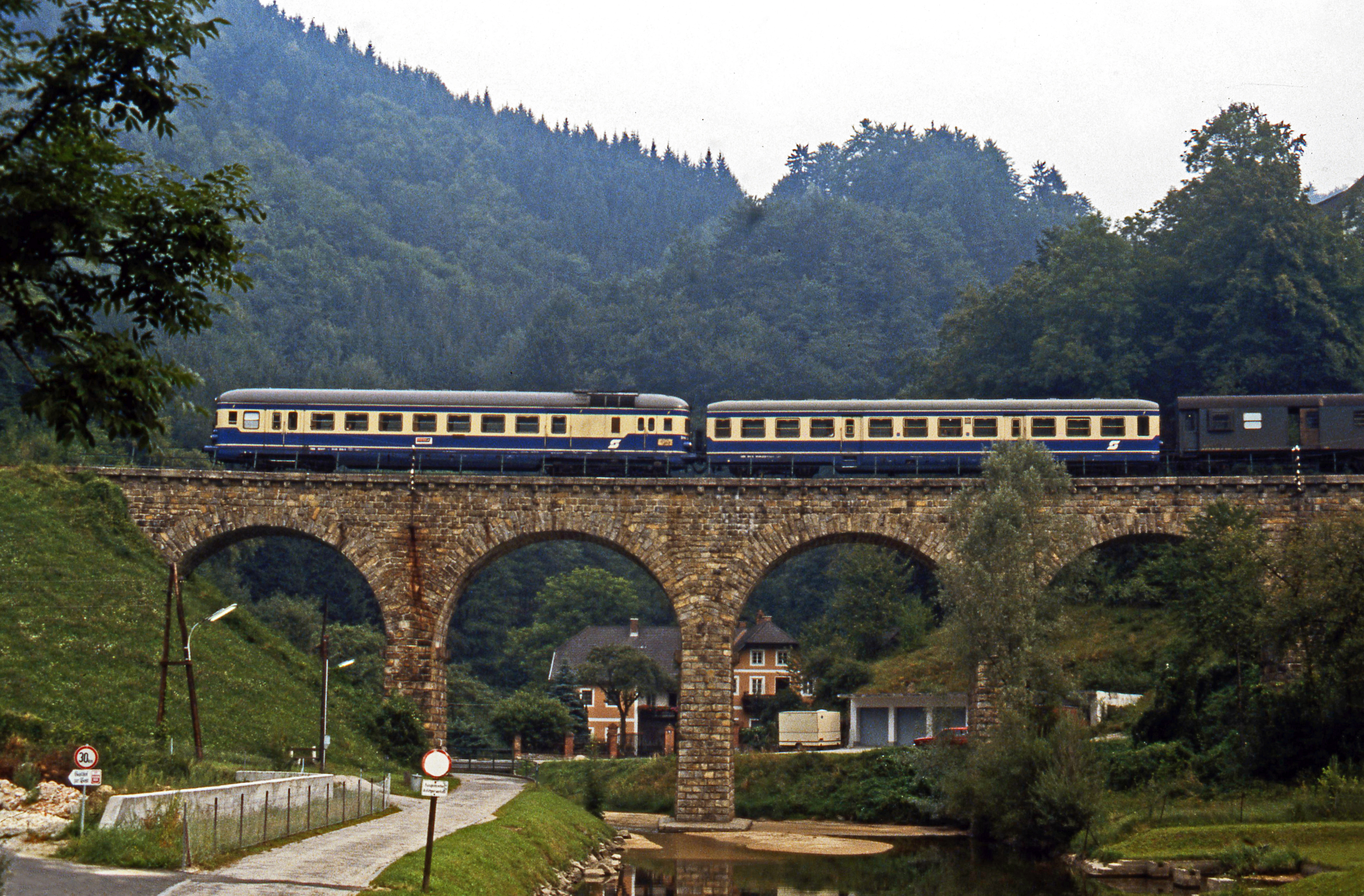
Triebwagenzug mit 5146 auf dem Viadukt in St. Nikola. (1987)

Das Lokalbahnprojekt Krems–Grein erhielt 1898 die Vorkonzession und nach der Bereinigung von Finanzierungsproblemen 1905 die Konzession für die Strecke. Verschiedene Verknüpfungsvarianten, unter anderem mit einer geplanten Verlängerung der Lokalbahn Schwarzenau–Zwettl–Martinsberg zur Donau, sowie Zahnradbahnen nach Maria Taferl und auf den Jauerling kamen nicht zur Ausführung. Am 2. Dezember 1909 wurde der Betrieb der 77,06 Kilometer langen Lokalbahn aufgenommen. In Krems bestand eine Verbindung zur Franz-Josefs-Bahn.
Die Strecke entlang der Donau durch die Landschaften Strudengau, Nibelungengau und Wachau führt durch 18 Tunnel und über 14 Brücken. Die Bahntrasse wurde in 200 bis 1000 Metern Entfernung zur Donau hochwassertauglich gebaut und war das einzige Verkehrsmittel, das auch während der mehrfach aufgetretenen Hochwasserkatastrophen benutzt werden konnte. Als weiterer Vorzug dieser Bahnstrecke galt der Zugleitbetrieb, der es ermöglichte, dass nur ein einziger Fahrdienstleiter von seinem Standort im Bahnhof Spitz den Betrieb auf der gesamten Strecke koordinieren konnte. Die Bahn kommt dabei ohne Signale und Stellwerke aus. Durch die Verwendung von Rückfallweichen stellt der ausfahrende Zug selbst die Weichen, die sich nach passieren des Zuges wieder in die Grundstellung bewegen.
Der Zustand der Streckeninfrastruktur im Abschnitt zwischen Grein beziehungsweise Sarmingstein und Spitz stellte mit zahlreichen Langsamfahrstellen über viele Jahre ein Problem dar, weil die Züge nur mit 20 bis 30 Kilometer pro Stunde fahren durften. Dies führte zu einer Verlängerung der Fahrzeit bei den Erlebniszügen um rund 30 Minuten. Seit Ende 2009 wird dieser Streckenabschnitt daher trotz der Bedenken regionaler Politiker und der Tourismuswirtschaft nicht mehr befahren. Der letzte planmäßige Personenzug zwischen Sarmingstein und Emmersdorf verkehrte am 4. Oktober 2009. Mit Fahrplanwechsel am 15. Dezember 2019 wurde der gesamte Zugverkehr zwischen Sarmingstein und St. Nikola-Struden eingestellt. Bis 2030 wird die Donauuferbahn bis St. Nikola-Struden elektrifiziert.
Im April 2011 wurde die Strecke östlich von Sarmingstein beim kleinen Sarmingsteiner Tunnel in der Nähe der oberösterreichisch-niederösterreichischen Grenze mittels Hinweistafel unterbrochen, weil wenige Meter danach der Oberbau so desolat war, dass eine sichere Befahrung nicht mehr möglich war. Die Bemühungen einer überparteilichen Initiative zur Erhaltung der Donauuferbahn waren bislang wenig erfolgreich. Die Kosten für die Sanierung des Streckenabschnittes hätten sich auf vier Millionen Euro belaufen, wobei ein Konzept für die Inanspruchnahme von EU-Mitteln für die Wiederbelebung der Donauuferbahn erstellt werden sollte. Diese Investitionen wären vor allem für den seit Jahren vernachlässigten Oberbau auf einigen Abschnitten notwendig gewesen (z. B. Loja–Weins-Isperdorf). Die Infrastruktur zwischen Loja und Emmersdorf befand sich allerdings in gutem Zustand und konnte durchgehend mit 40 km/h befahren werden.
Im Mai 2013 wurde der Güterverkehr im etwa 8 km langen Abschnitt Sarmingstein/OÖ–Weins-Isperdorf/NÖ wieder aufgenommen und dazu auch Investitionen im betreffenden Bahnhof getätigt. Rail Cargo Austria führt seither mehrere Güterzugspaare wöchentlich für Holztransporte eines forstwirtschaftlichen Betriebes.

#### Wachaubahn
Auf dem Streckenabschnitt zwischen Krems an der Donau und Emmersdorf an der Donau wird die Donauuferbahn auch Wachaubahn bzw. Wachauer Bahn genannt. Die Bahnstrecke wurde 1909 eröffnet.
Ab Mai 2006 war die Strecke zwischen Spitz und Aggsbach Markt gesperrt, da laut ÖBB der Steinbruch nach Spitz eine zu große Gefahr für den Zugverkehr darstellte. Stimmen wurden laut, dies diene nur als Vorwand, keine Züge mehr auf der defizitären Strecke führen zu müssen, vor allem, als wegen einer Baustelle auf der Donauuferbahn bei Mauthausen für einen Güterzug die Sperre kurzfristig aufgehoben wurde. Nachdem sich die ÖBB und das Land Niederösterreich auf eine Teilung der Kosten geeinigt hatten, wurde der Steinbruch saniert und die Wachaubahn konnte im Mai 2007 den Verkehr wieder aufnehmen.

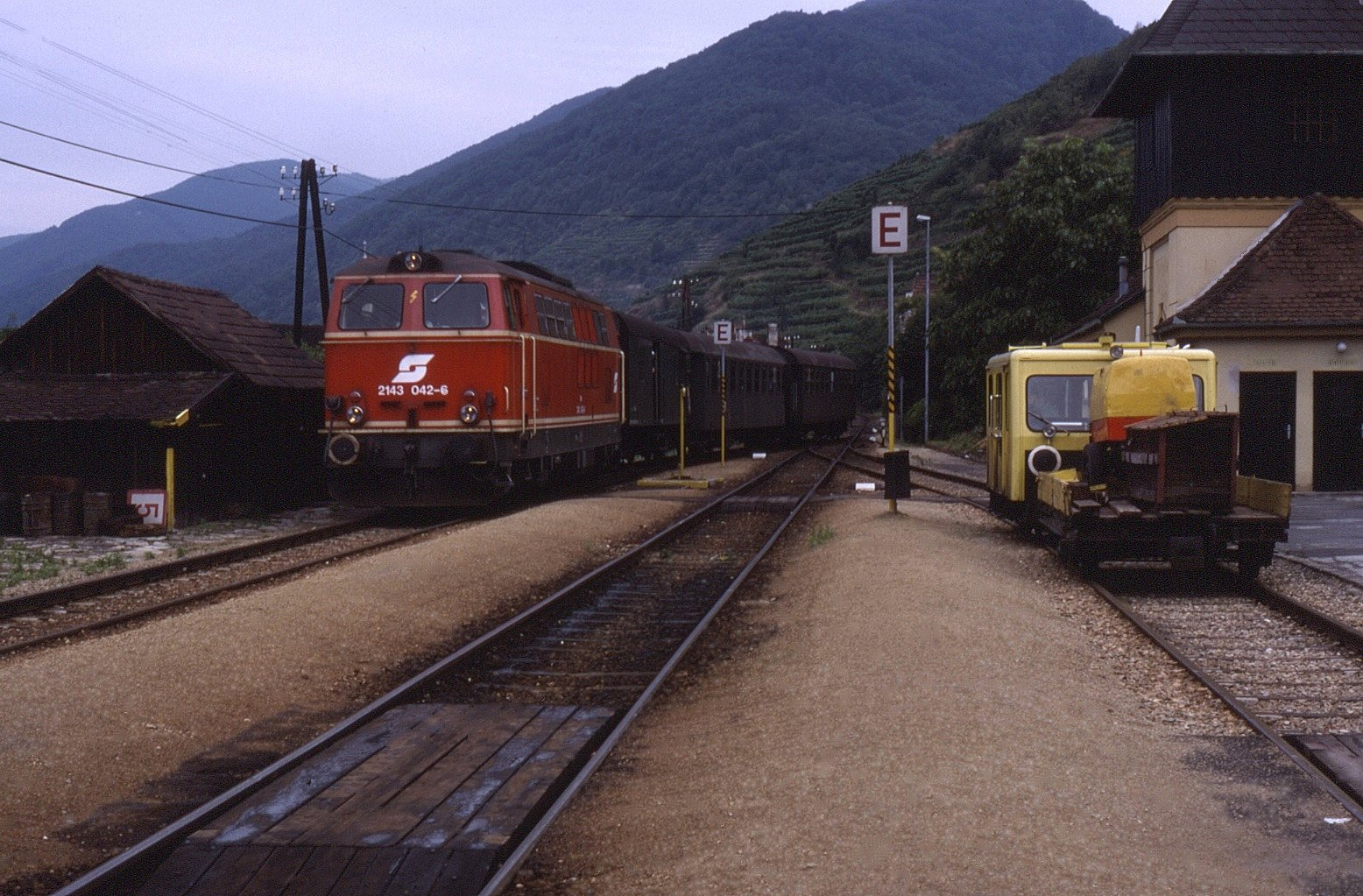
Regionalzug mit Lok Reihe 2143 in Spitz an der Donau (1988)
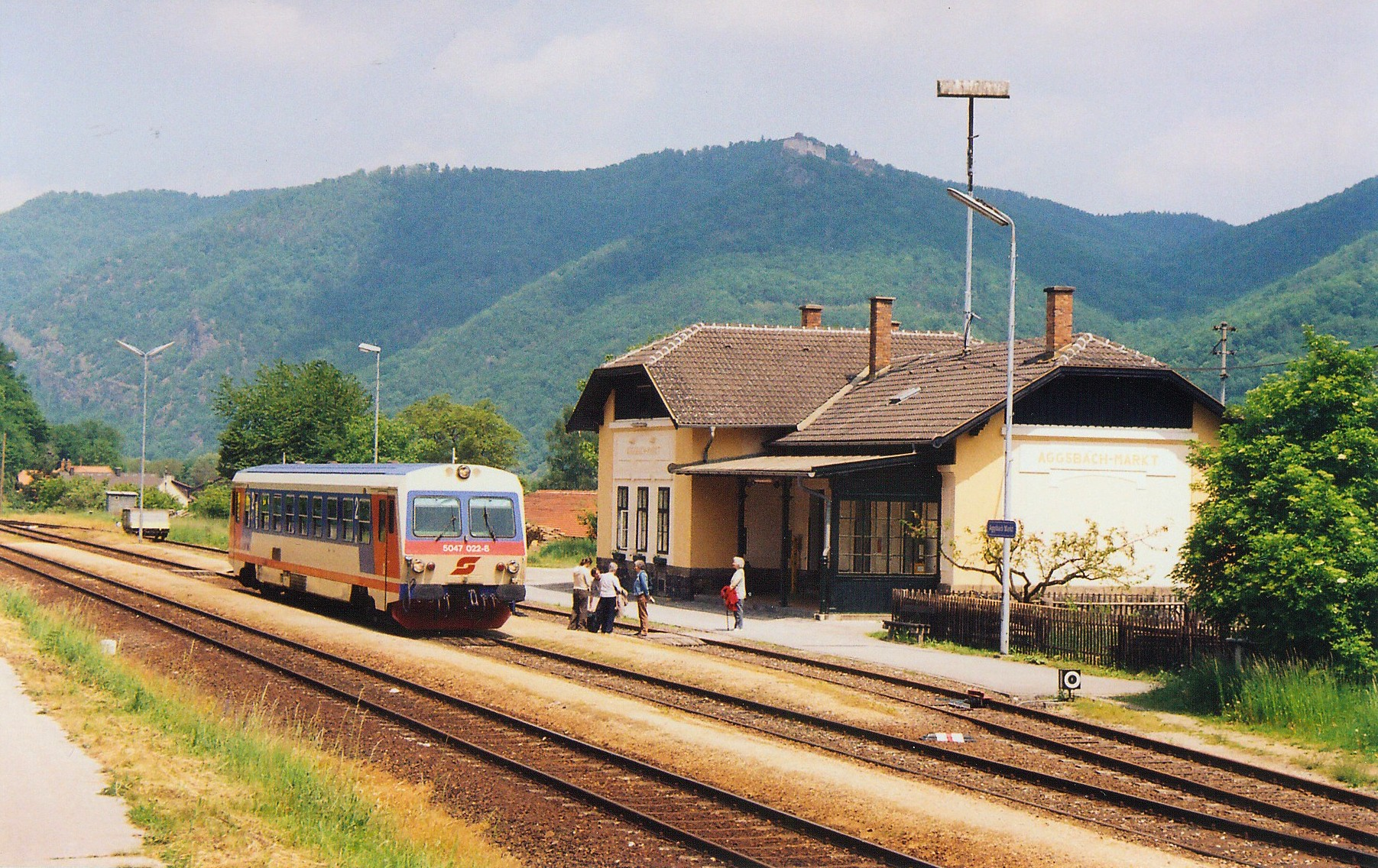
Aggsbach Markt (2004)
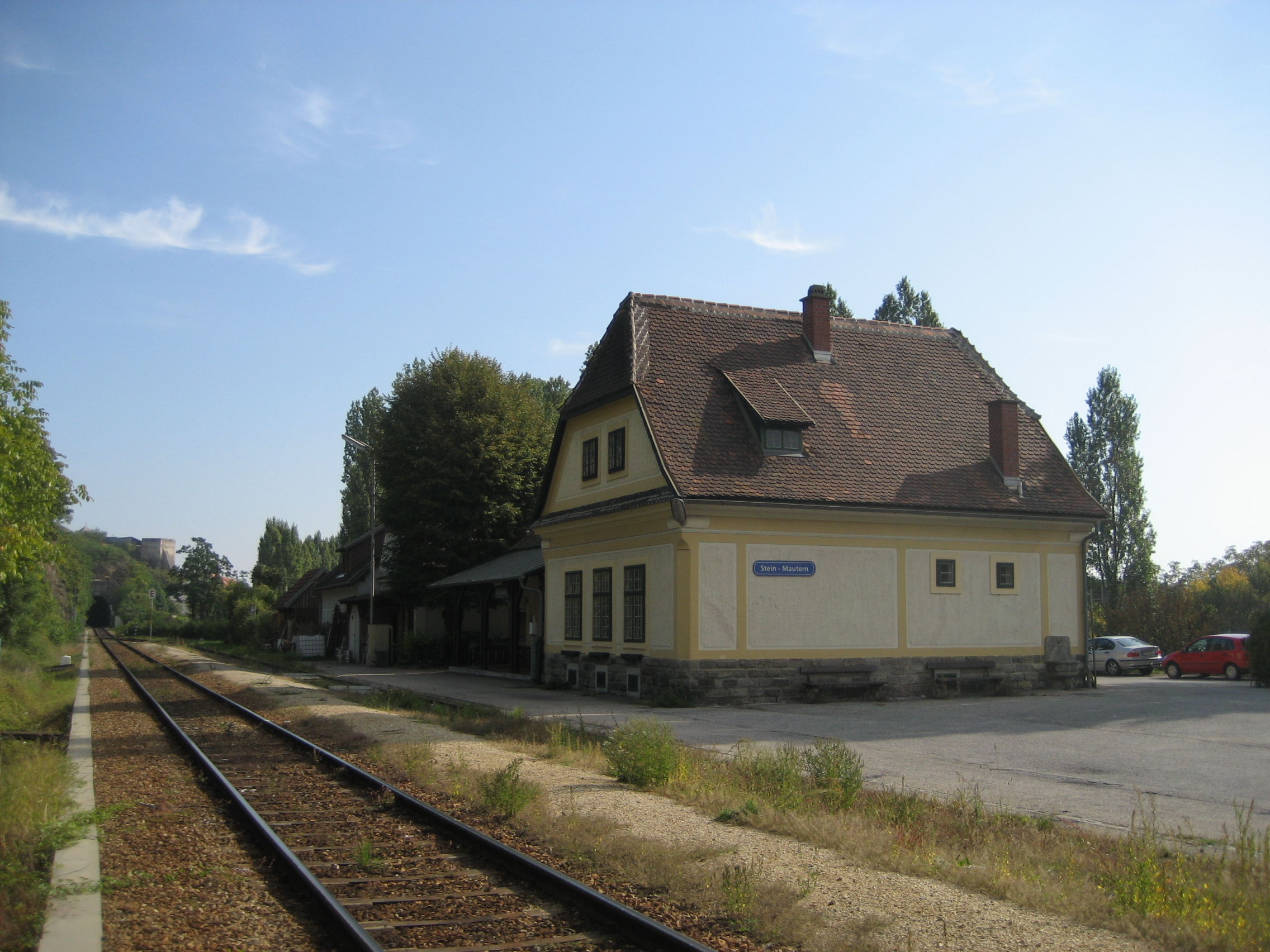
Bahnhof Stein-Mautern (2007)
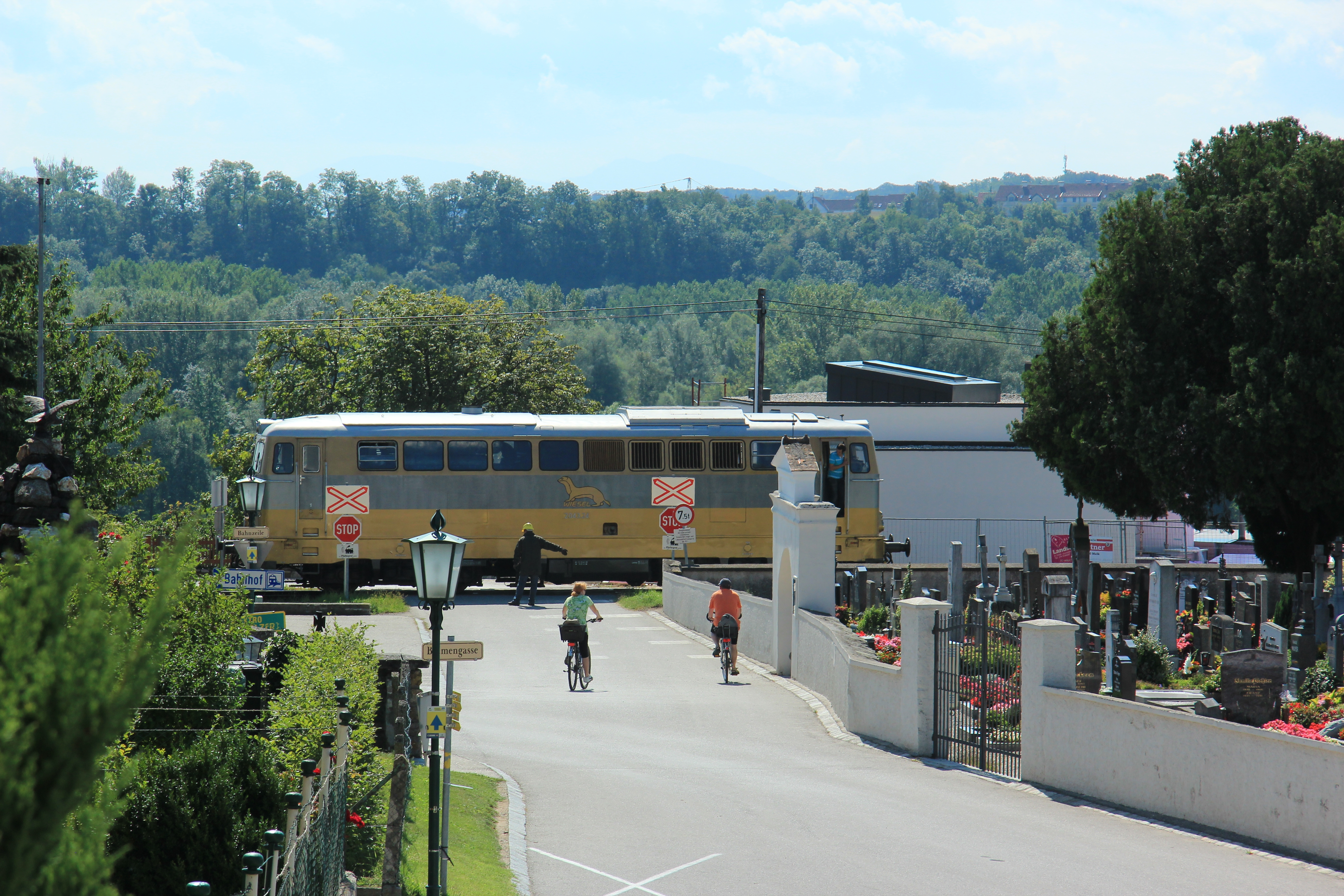
Wiesel-Lok beim Bahnhof Emmersdorf (2012)
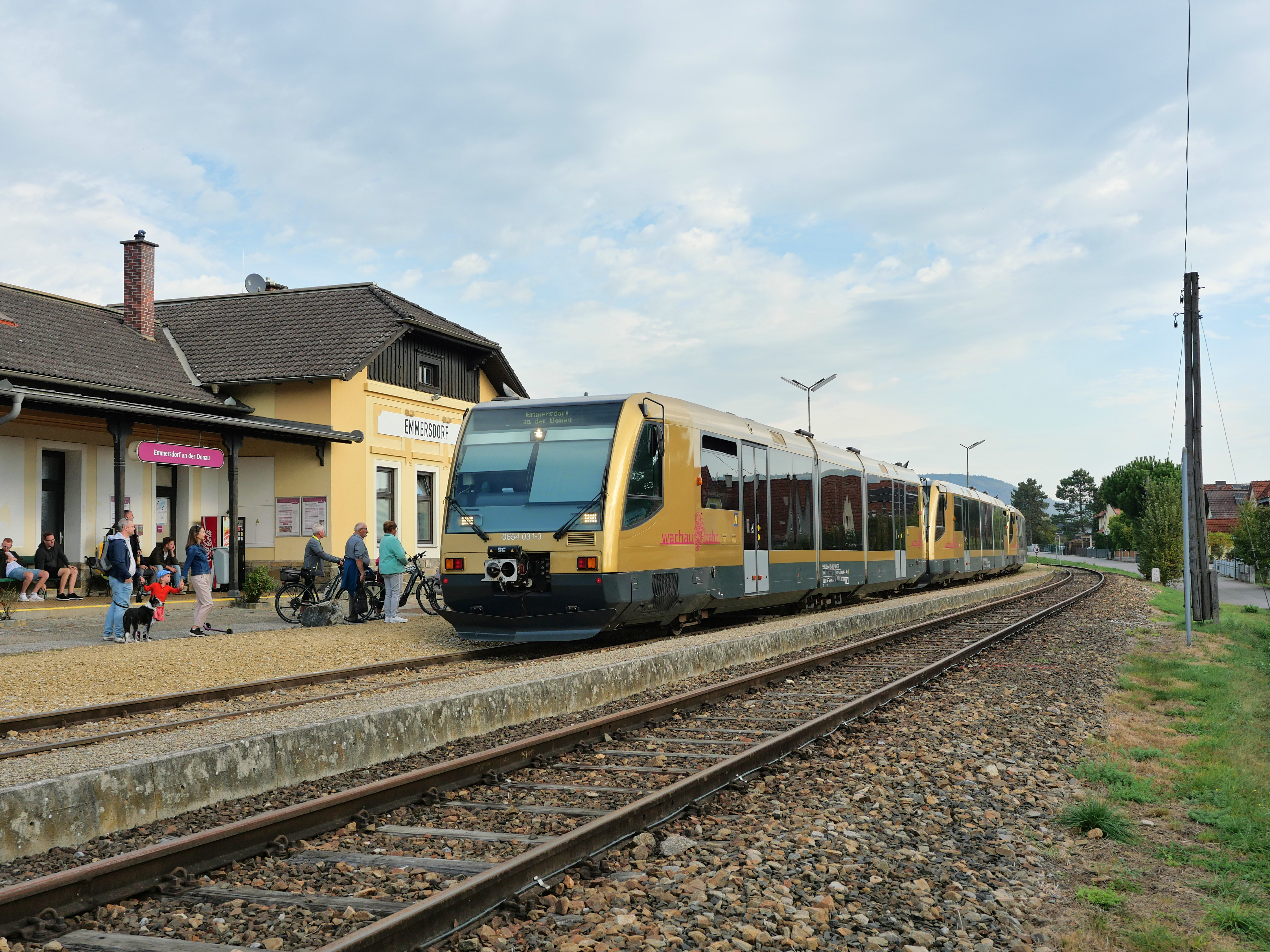
RegioSprinter der NÖVOG im Bahnhof Emmersdorf an der Donau (2023)

Am 7. September 2007 musste die Bahn beim Steinbruch in Spitz nach starken Regenfällen erneut gesperrt werden (geologisches Gutachten) und ein Schienenersatzverkehr wurde eingerichtet. Während der Wintermonate wurde Lockergestein abgetragen. Nach zähen Verhandlungen mit den zuständigen Behörden und der ÖBB gelang eine Wiederaufnahme am 1. Mai 2008. Die Züge verkehrten bis 2009 zwischen dem Bahnhof Krems an der Donau und dem Ort Spitz beziehungsweise Emmersdorf in der Wachau im regelmäßigen Taktverkehr, wobei im Sommer jedoch wesentlich mehr Züge als im Winter fuhren.
Mit dem Fahrplan 2009 kam es zu weiteren Verschlechterungen: Die Fahrzeit zwischen Krems und Spitz verlängerte sich bei einigen Zügen um bis zu 18 Minuten und der attraktive Taktverkehr war aufgrund schlechter Gleisinfrastruktur nicht mehr haltbar. Mit 8. Juli 2009 wurde der Streckenabschnitt zwischen Dürnstein und Spitz an der Donau wiederum wegen eines auf hohe Niederschläge zurückzuführenden Felssturzes gesperrt. Der in der Folge zwischen den Stationen Dürnstein-Oberloiben (teilweise auch Krems an der Donau) und Spitz an der Donau eingerichtete Schienenersatzverkehr wurde am 14. Dezember 2009 aufgehoben und der Eisenbahnbetrieb wieder aufgenommen.
Der Streckenabschnitt von Krems nach Emmersdorf wird seit der Eröffnung am 16. April 2011 von der NÖVOG und unter Betriebsführung der Wiener Lokalbahnen als saisonaler Touristikbetrieb weitergeführt. Dafür wurde eine Zugsgarnitur im Graffiti-Design neu gestaltet. Es verkehrten an Sommerwochenenden zunächst täglich drei Zugpaare, später wurde der Fahrplan auf vier Zugpaare ausgeweitet. Seit einem Donauhochwasser im Jänner 2011, bei der die Busverbindungen ausfielen, werden durch das Land Niederösterreich Überlegungen angestellt, die Bahn bei Ausfall der Autobusverbindungen als Ersatzverkehrsmittel einzusetzen.
Kritiker befürchten durch die Einstellung auch den Verlust der Auszeichnung des UNESCO-Welterbes der Wachau, in der die Bahn ein integraler Bestandteil sei. Im Juni 2011 erfolgten an denselben Stellen wie im Jahr 2009 neuerlich Felsstürze, die auch einen Bagger, der noch mit Sicherungsarbeiten beschäftigt war, in die Tiefe rissen, sodass die Bahn neuerlich für eine Woche gesperrt werden musste.
Die Fahrzeuge, eine ÖBB 2043 mit Schlierenwagen, erhielten 2012 eine neue Farbgebung in Gold und Grau.
Im Februar 2013 wurden die langwierigen Sanierungs- und Sicherungsarbeiten bedingt durch Felsstürze entlang der Bahn bei Dürnstein, die immer wieder zur Sperre führten und auch die Donau Straße betrafen, abgeschlossen.
Im ersten Quartal 2016 wurden durch die Niederösterreichische Verkehrsorganisationsgesellschaft (NÖVOG) fünf gebrauchte Fahrzeuge der Baureihe RegioSprinter von der deutschen Vogtlandbahn gekauft. Erste Probefahrten fanden im März 2016 statt.
Im Juni 2017 wurde der Bescheid zur Stilllegung der Infrastruktur zwischen Weins-Isperdorf und Emmersdorf ausgestellt. Daraus geht hervor, dass die Bahnanlagen bis 2019 abgetragen werden müssen und sämtliche Tunnel zuzumauern sind. Die ehemals durchgehende Bahnverbindung St. Valentin–Krems ist damit dauerhaft unterbrochen. Teile der Bevölkerung kämpften gegen die Abtragung der Bahn und gründeten die Bürgerinitiative „Rettet die Donauuferbahn“. Sie führte Gespräche mit potenziellen Partnern und Kunden, um einen Güterverkehr im betroffenen Abschnitt zu initiieren und dadurch den Abriss zu verhindern. Auch eine Online-Petition wurde gestartet, die von rund 2.700 Menschen unterzeichnet worden ist. Doch die Bemühungen blieben ohne Erfolg. In der Zwischenzeit gab es bereits Gespräche zwischen der NÖVOG und Interessenten für die nun frei werdenden Grundstücke.
Mit den Abbrucharbeiten wurde Ende Mai 2018 östlich von Weins-Isperdorf begonnen. Der Abriss der 16 km Gleiskörper kostet 1,6 Mio. Euro – eine Sanierung des betroffenen Abschnittes hätte laut NÖVOG mindestens 25 Mio. Euro gekostet.

## Unfälle
Siehe: Liste von Eisenbahnunfällen in Österreich
1997 stießen bei Arbing 2 Regionalzüge zusammen – 94 Verletzte.
2002 stießen in einer unübersichtlichen Kurve bei Ebersdorf ein Güterzug und ein Arbeitszug mit Draisine zusammen, in der vier Arbeiter starben.
Am Nationalfeiertag, dem 26. Oktober 2018, prallte eine mit rund 50 Ausflugsgästen besetzte Garnitur der Wachaubahn an einem unbeschrankten Bahnübergang zwischen Weißenkirchen in der Wachau und Dürnstein mit einem PKW zusammen. Das Auto wurde etwa 50 Meter weit mitgeschleift, die Beifahrerin starb trotz rascher medizinischer Erstversorgung noch am Unfallort, der Fahrer musste schwerverletzt mit einem Hubschrauber ins Unfallkrankenhaus St. Pölten gebracht werden. Der Lokführer und die Reisenden der Wachaubahn blieben unverletzt.

## Sonderzüge
Aufgrund der landschaftlichen und kulturellen Attraktivität der Wachau war die Bahnstrecke Wachaubahn überproportional häufig das Ziel von Sonderzügen, teils mit Dampftraktion, auch aus Deutschland oder Ungarn.

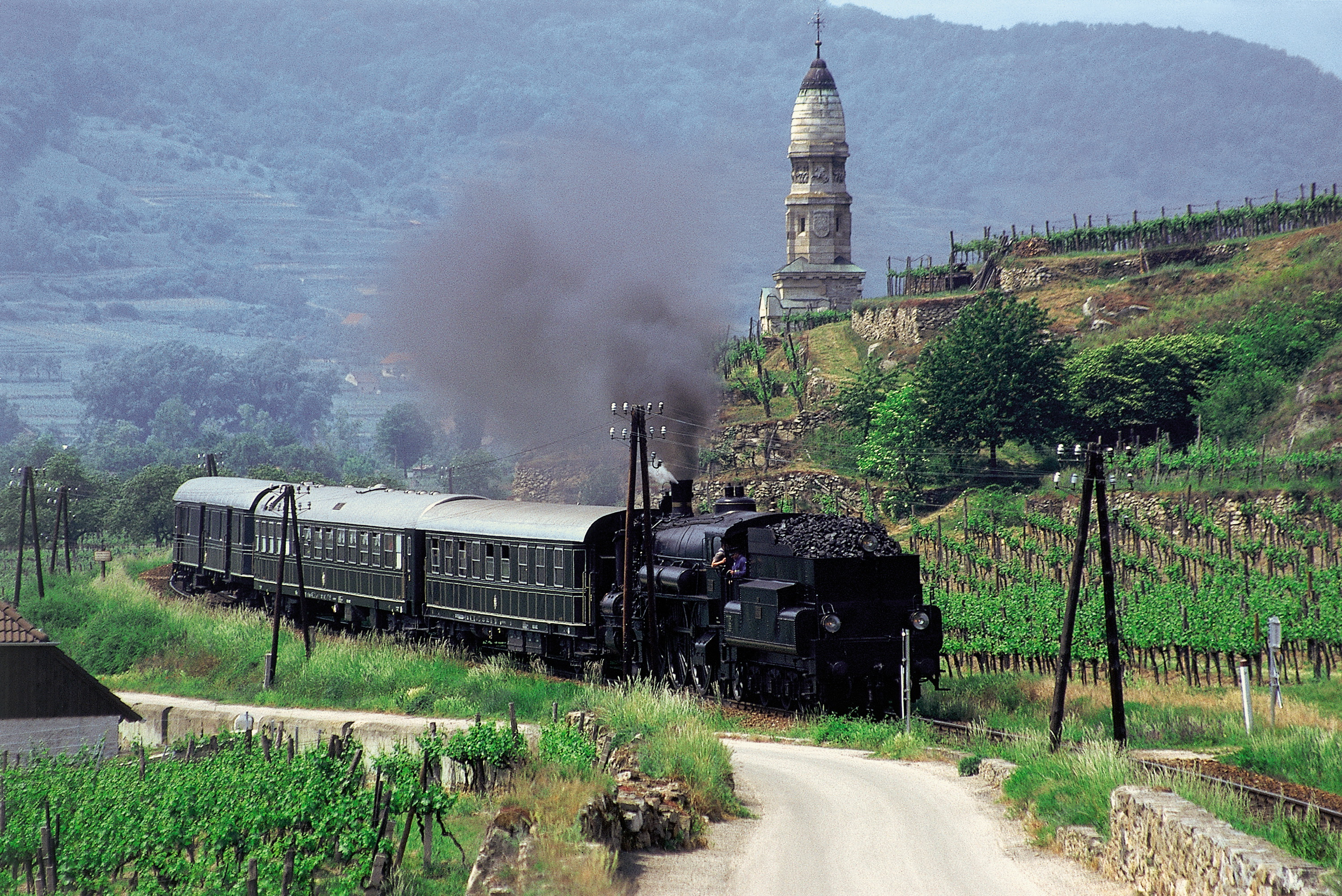
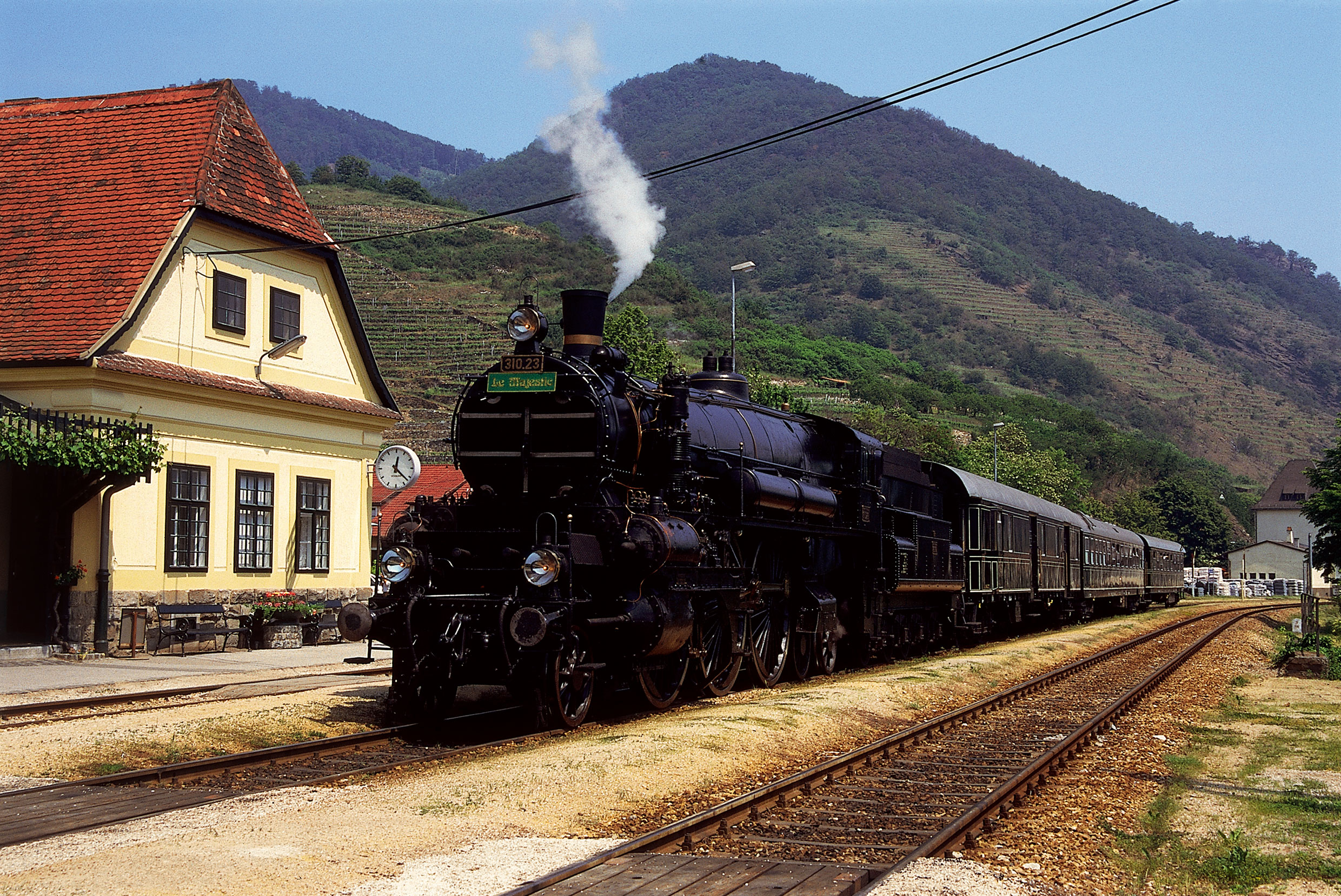